# Василиса Мелентьева (пьеса)
«Василиса Мелентьева» — драма в пяти действиях, написанная Александром Островским в 1867 году на основе неоконченной пьесы Степана Гедеонова.
Первое исполнение «Василисы Мелентьевой» состоялось 3 (15) января 1868 в Москве, в Малом театре, в бенефис П. М. Садовского.

## История создания
По воспоминаниям Островского, встретившегося с Гедеоновым в 1867 году «Генерал написал хронику „Василиса Мелентьева“ и призвал меня, чтобы я переработал сюжет и придал пьесе литературную форму». Рукопись Гедеонова содержала первые три действия и вторую сцену четвертого действия пьесы. Заглавия у пьесы не было.
Усиленно работая в октябре 1867 года над текстом «Василисы Мелентьевой», Островский прежде всего занимался переработкой первых трёх
действий драмы и затем над созданием четвёртого и пятого действий. В итоге первоначальный замысел романтической мелодрамы с условно театральными фигурами злодеев (Василиса, Грозный) и добродетельных лиц (царица, Колычев) превратился в высокохудожественную историческую драму с реалистически очерченными образами действующих лиц.

## Действующие лица

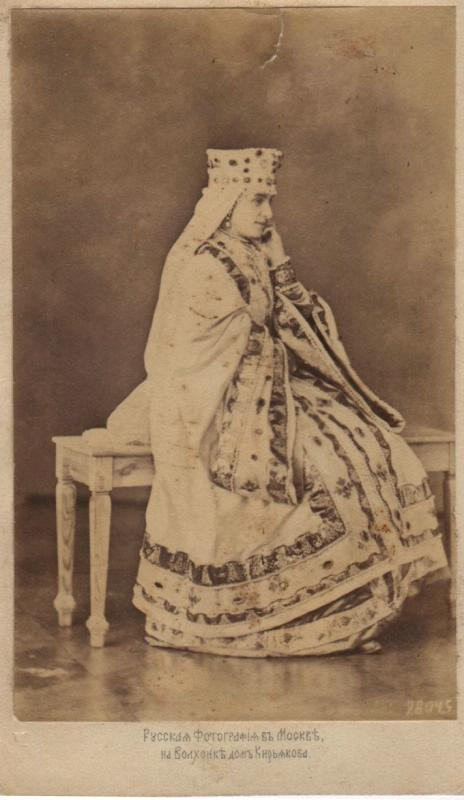
Надежда Никулина в роли царицы Анны в спектакле Малого театра «Василиса Мелентьева» (1868)

| - Царь Иван Васильевич Грозный. - Царица Анна Васильчикова. - Князь Михаил Иванович Воротынский. - Князь Василий Андреевич Сицкий. - Князь Василий Иванович Шуйский. - Князь Ряполовский. - Князь Репнин. - Борис Фёдорович Годунов. - Григорий Лукьяныч (Малюта) Скуратов. - Боярин Михаил Яковлевич Морозов. - Дворянин Андрей Колычев. - Шут. - Слуга Воротынского. - Василиса Игнатьевна Мелентьева, вдова из терема царицы. - Марья — девица из терема царицы. - Бояре, дворяне, стрельцы, женская свита царицы. |

## Постановки
- В 2011 году был поставлен Камерный минималистичный спектакль театра-студии «Горизонт» (г. Москва). Режиссёр: Виталий Поплавский[источник не указан 3358 дней]. Роли исполняют: Максим Глотов (Грозный), Карина Хидэкель (Василиса), Денис Козлов (Колычев), Александр Волокитин (Малюта). В данной постановке пьеса сильно сокращена (оставлены только наиболее важные сюжетные события), но мрачный психологизм первоистоичника бережно сохранён[источник не указан 3358 дней].

## Экранизации
- 1982 — «Василиса Мелентьева» (СССР, режиссёр — Владимир Андреев). Телевизионная версия спектакля театра им. М. Н. Ермоловой.